# ان‌جی‌سی ۶۷۲۳
ان‌جی‌سی ۶۷۲۳ (انگلیسی: NGC 6723) یک خوشه کروی در صورت فلکی کمان است.